# Lista de capítulos de Marmalade Boy
Os capítulos da série de mangá Marmalade Boy foram realizados por Wataru Yoshizumi. O primeiro capítulo foi publicado em Maio de 1992, na edição da Ribon, onde foi serializado mensalmente e concluído na edição de Outubro de 1995. A série narra o romance entre os meios-irmãos Miki Koishikawa e Yuu Matsuura, que se conheceram, depois que seus pais divorciaram-se.
Os 39 capítulos sem títulos, foram publicados em oito volumes independentes pela Shueisha, em 12 de Dezembro de 1992, o último volume foi lançado em 20 de Fevereiro de 1996. Posteriormente a Shueisha, republicou os volumes da série em seis edições especiais. O primeiro volume da edição especial foi lançado em 15 de Março de 2004, os novos volumes foram publicados mensalmente e o volume final foi lançado em 11 de Agosto de 2004. O mangá foi adaptado em um anime de 76 episódios pela Toei Animation, e estreou no Japão nos canais TV Asahi e Fuji TV entre 13 de Março de 1994 até 3 de Setembro de 1995, em Portugal o anime foi emitido pela SIC. O mangá também foi publicado pela editora Glénat na França, no México pela Grupo Editorial Vid, na Espanha pela Planeta deAgostini, na Argentina pela Editorial Ivrea, na Alemanha pela Egmont Manga, e na Itália pela Planet Manga da Panini Comics. Na América do Norte, o mangá foi licenciado pela Tokyopop. Os capítulos individuais do mangá foram publicados na revista Smile, entre Dezembro de 2001 até Abril de 2002. A Tokyopop lançou o primeiro volume coletado da série em 23 de Abril de 2002 e posteriormente lançou novos volumes mensais, e o volume final foi lançado em 5 de Agosto de 2003. Foi uma das primeiras séries de mangá que a Tokyopop, lançou na posição japonesa original, em que o livro é lido da direita para a esquerda e com os efeitos sonoros originais deixados no lugar. Os volumes da Tokyopop foram lançados fora de catálogo. A Shueisha recusou-se a renovar a licença do mangá para a Tokyopop, depois de se tornar coproprietária da editora rival Viz Media.
Assim como na Itália, o mangá foi publicado no Brasil pela Planet Manga da Panini Brasil em Março de 2009 até Novembro de 2009.

## Volumes
| - Capítulos 1–5 |

| - Capítulos 6–10 |

| - Capítulos 11–14 |

| - Capítulos 15–19 |

| - Capítulos 20–24 |

| - Capítulos 25–29 |

| - Capítulos 30–34 |

| - Capítulos 35–39 |